# Linaria propinqua
Linaria propinqua är en grobladsväxtart. Linaria propinqua ingår i släktet sporrar, och familjen grobladsväxter.

## Underarter
Arten delas in i följande underarter:
- L. p. odoratissima
- L. p. propinqua